# Nespereira (Cinfães)
Nespereira is een plaats (freguesia) in de Portugese gemeente Cinfães en telt 2 217 inwoners (2001).